# Syngramma grandis
Syngramma grandis är en kantbräkenväxtart som först beskrevs av Edwin Bingham Copeland, och fick sitt nu gällande namn av Carl Frederik Albert Christensen. Syngramma grandis ingår i släktet Syngramma och familjen Pteridaceae. Inga underarter finns listade.